# Наст
Наст — плотная корка снега на поверхности (или, в результате последующих снегопадов, в более глубоких слоях) снежного покрова, образующаяся в результате подтаивания и последующего замерзания снега либо в результате ветрового уплотнения (ветровой наст).
В горах слабое сцепление наста с верхними или нижними слоями снега может стать причиной лавин. Наст на поверхности снега, лежащего на льду, называется «слуд».
Наст в глубине снежного покрова называется погребённым настом.
Уплотнённый слой снега может в зависимости от погоды превращаться в ледяную корку.
Выделяются следующие типы наста и ледяной корки:
- Солнечная корка — тонкая (несколько миллиметров) непрозрачная белая или матовая ледяная корка, которая возникает в морозные ясные дни в результате оплавления поверхности снега солнечными лучами.
- Обволакивающая корка — очень тонкая, хрупкая ледяная корка, отделённая от поверхности снега воздушным пространством. Возникает в тихую и ясную погоду при резких суточных колебаниях температуры.
- Перфорированная корочка — ледяная очень тонкая и хрупкая корка с многочисленными мелкими отверстиями, возникающая при испарении снега под действием солнечных лучей.
- Бороздчатый снег — поверхностный слой ледяных пластинок, разделённых бороздками, расположенных наклонно и обращённых приподнятой стороной к солнцу. Образуется весной при таянии снега.
- Дождевая корка — прозрачная тонкая ледяная корка, возникающая при выпадении дождя на поверхность снега.
- Температурная корка — белая плотная корка, состоящая из мелких ледяных кристалликов и образующаяся при замерзании снега, подтаявшего во время оттепели.
- Ветровой наст — уплотнённый ветром слой снега небольшой толщины (до 3 см). Снег в ветровом насте матово-белый, малоскользкий, очень мелкозернистый, плотный.
- Ветровые бороздки — результат частичного разрушения поверхности наста при метелях. Бороздки выравнены вдоль направления ветра. Под поверхностной коркой с наветренной стороны выдуваются пустоты.
- Ветровая доска — толстый (более 3 см) слой наметённого плотного снега, возникающий на наветренных склонах при низовых метелях в результате ветрового уплотнения.

Плотность снега в различных видах наста неодинакова, но значительно превосходит плотность сухого свежевыпавшего снега (0,10—0,15 г/см3), хотя и не достигает плотности льда (0,92 г/см3). Плотность сухого снега в ветровых досках доходит до 0,35—0,60 г/см3.